# Protva

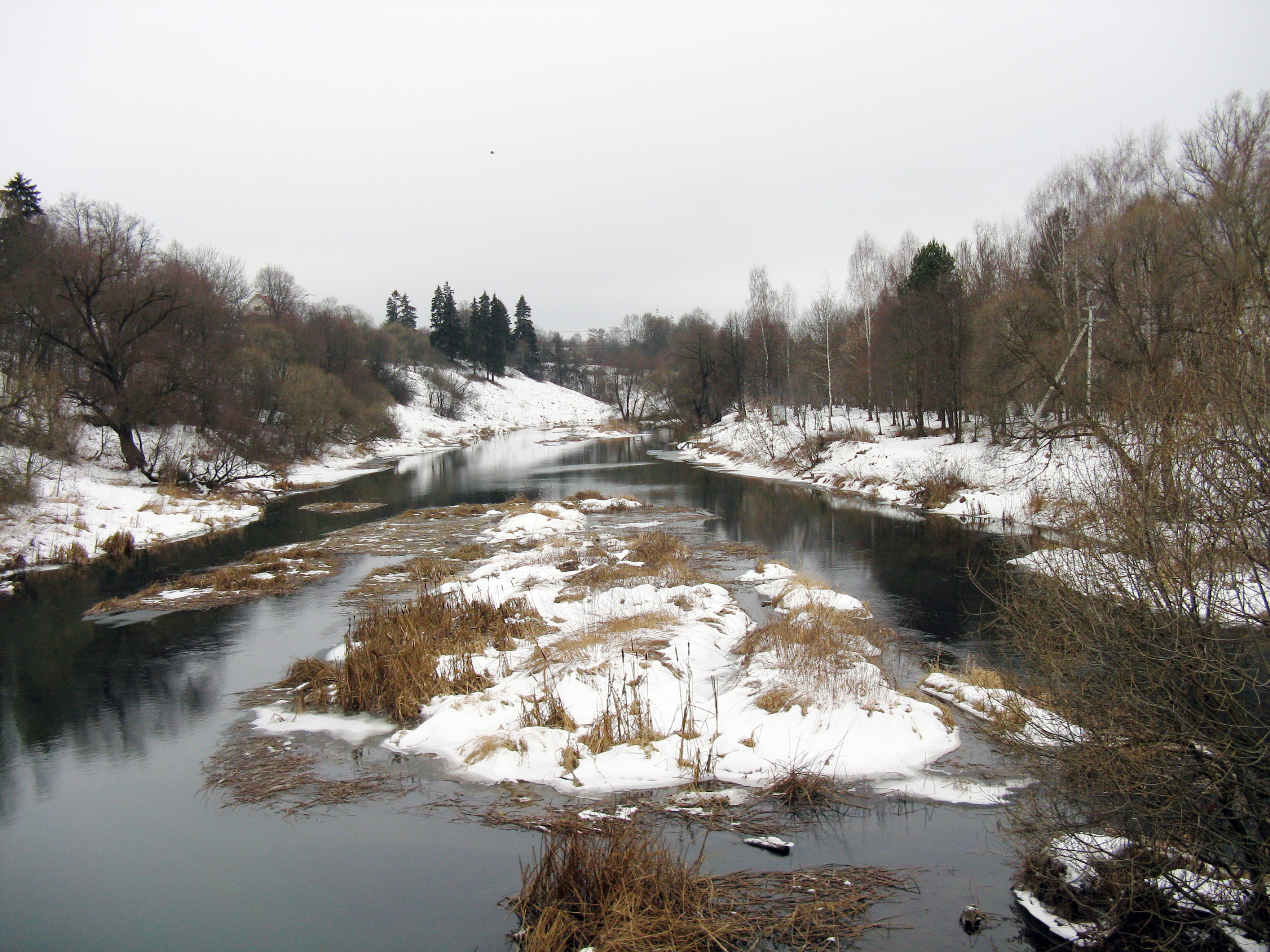
La Protva aux environs de Vereïa.

La rivière Protva (en russe : Протва) est un cours d'eau qui arrose les oblasts de Moscou et de Kalouga, en Russie, et un affluent de rive gauche de l'Oka, dans le bassin de la Volga.

## Géographie
Son cours est long de 282 km et draine un bassin versant de 4 620 km2.
La Protva naît dans les environs de la petite localité de Samodourovka, au sud-ouest de l'oblast de Moscou, et coule au début en direction de l'est, plus ou moins parallèlement au cours de la Moskova, mais plus au sud. Peu avant la ville de Vereïa, elle change d'orientation, prend la direction du sud-est, traverse Vereïa, puis pénètre sur le territoire de l'oblast de Kalouga.
Elle traverse cet oblast du nord-ouest vers le sud-est, et en fin de parcours revient dans l'oblast de Moscou. Peu après, elle se jette dans l'Oka en rive gauche, à 12 km en amont de la ville de Serpoukhov.
La Protva gèle début décembre et se libère début avril.

## Affluents
Son affluent principal est la Louja.

## Villes traversées
Les villes de Vereïa, Borovsk, Protvino et Obninsk sont arrosées par la Protva.

## Hydrométrie - Les débits à Spas-Zagorie
Le débit de la Protva a été observé sur une période de 47 ans (durant les années 1937-1985), à Spas-Zagorie, localité située sur le cours inférieur de la rivière.
La Protva est une rivière modérément abondante. Le module de la rivière à Spas-Zagorie est de 19,8 m3/s pour une surface prise en compte de 3 640 km2, ce qui correspond à plus de 75 % de la totalité du bassin versant de la rivière qui couvre 4 620 km2. La lame d'eau écoulée dans ce bassin se monte de ce fait à 171 millimètres annuellement.
La Protva présente des fluctuations saisonnières de débit élevées. Les hautes eaux se déroulent au printemps, de fin mars à début mai, avec un sommet important de 112 m3/s en avril. Dès le mois de mai, le débit s'effondre ce qui mène rapidement aux basses eaux qui ont lieu de juin à février, avec toutefois une reprise en automne (octobre et surtout novembre). Le minimum d'étiage est atteint au mois de février (7,01 m3/s).
Mais les fluctuations de débit sont plus importantes selon les années, ou calculées sur de courtes périodes.

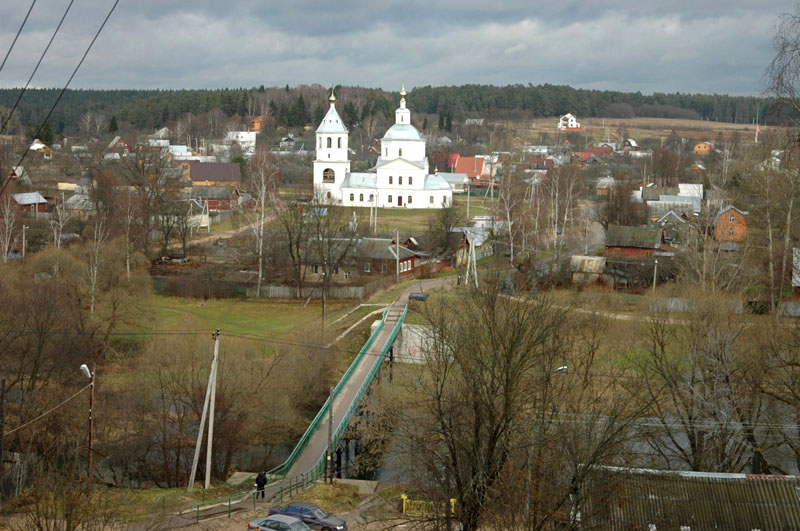
Vereïa : à l'avant-plan pont sur la Protva

Le débit moyen mensuel observé à l'étiage de février se monte à 7,01 m3/s, soit plus ou moins 6 % du débit moyen du mois d'avril (maximum de l'année), ce qui souligne l'amplitude assez élevée des variations saisonnières. Sur la période d'observation de 47 ans, le débit mensuel minimal a été de 3,43 m3/s en février 1969 - ce qui reste appréciable -, tandis que le débit mensuel maximal s'est élevé à 223 m3/s en avril 1966.